# Rumours
Rumours è l'undicesimo album del gruppo rock anglo-americano Fleetwood Mac, pubblicato il 4 febbraio 1977. Fu registrato in un periodo di forte tensione all'interno del gruppo per motivi sentimentali: il fidanzamento tra Lindsey Buckingham e Stevie Nicks stava volgendo al termine, così come il matrimonio tra John McVie e Christine Perfect; Mick Fleetwood, invece, aveva scoperto la relazione di sua moglie con un amico di lui. Il titolo, Rumours ("dicerie"), può riferirsi alle voci messe in circolazione dalla stampa scandalistica intorno alle coppie; la grafia della parola segue l'uso dell'inglese britannico, mentre in quello degli Stati Uniti sarebbe stato Rumors.
Fu l'opera di maggior successo del gruppo e uno degli album più venduti di tutti i tempi, occupando la prima posizione della Billboard 200 per 31 settimane non consecutive risultando il disco più venduto dell'anno, nella Official Albums Chart, in Australia, Canada, Paesi Bassi e Nuova Zelanda ed è stato certificato doppio disco di diamante negli Stati Uniti, 15 dischi di platino nel Regno Unito, 2 dischi di diamante in Canada, 13 platino in Nuova Zelanda, platino in Francia e Paesi Bassi, 5 dischi d'oro in Germania. La rivista Rolling Stone lo colloca al 7º posto nella classifica degli album più importanti della storia.
Rumours si è guadagnato un ampio consenso critico. Il plauso si concentra sulla qualità della produzione e sulle armonie, spesso giocate sull’intreccio delle tre voci cantanti. Considerato tra i migliori album del 1977, nel 1978 ha vinto il Grammy Award come miglior album dell'anno.

## Lo scenario
Pubblicato nel luglio 1975, il decimo album del Fleetwood Mac, intitolato semplicemente con il nome del gruppo, era stato un successo commerciale arrivando nel 1976 al primo posto nelle classifiche USA. Il singolo di maggior successo che ne fu tratto, Rhiannon, passava continuamente nella programmazione delle radio. La formazione in quel tempo era composta dal chitarrista e vocalist Lindsey Buckingham, dal percussionista Mick Fleetwood, dalla tastierista e vocalist Christine Perfect (che portava il cognome del marito, McVie), dal bassista John McVie e dalla vocalist Stevie Nicks.
Dopo sei mesi di tour non-stop, i McVie divorziano, ponendo termine a sei anni di matrimonio. Buckingham e Nicks (entrati nella band subito prima dell'album del 1975, a seguito dell'abbandono del chitarrista Bob Welch) vivono una relazione a esiti alterni che li porta a frequenti dissidi; vanno d'accordo solo quando lavorano insieme sulla propria musica. Anche Mick Fleetwood soffre di problemi personali, avendo scoperto che sua moglie Jenny Boyd (sorella della moglie di George Harrison dei Beatles) ha una relazione con il migliore amico di lui.
Illazioni della stampa scandalistica mettono in circolazione notizie false sulla vita privata dei Fleetwood Mac. Scrivono che Christine Perfect è gravemente malata in ospedale, e che Buckingham e Nicks sono genitori segreti di una bambina perché fotografati con Lucy Fleetwood, la figlia di Mick. I problemi delle separazioni in corso non sono ancora superati quando la band inizia le registrazioni in studio, che per questa ragione comportano “tremendi sacrifici emotivi”.
Dopo alcune sessioni di registrazione a inizio 1976, Fleetwood e McVie avevano preferito risolvere il rapporto con il produttore Keith Olsen che propendeva per mantenere un basso profilo della sezione ritmica; i due fondarono la Seedy Management per rappresentare gli interessi artistici della band.

## Le sessioni di registrazione

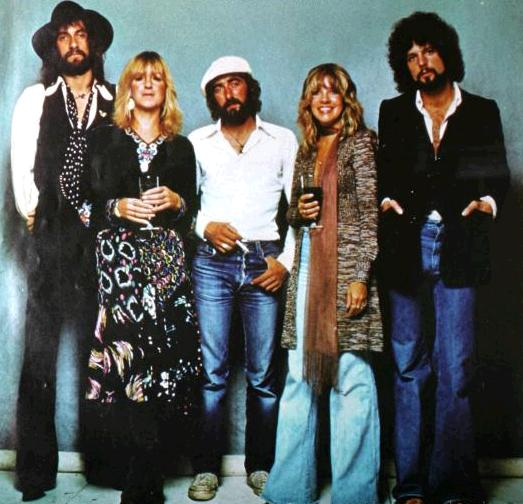
Fleetwood Mac nel 1977, da “billboard”

I Fleetwood Mac entrano negli studi di registrazione al numero 2200 di Bridgeway, a Sausalito (California), assistiti dagli ingegneri del suono Ken Caillat e Richard Dashut; le sale sono ospitate in un grande edificio di legno senza finestre. Nicks e Perfect affittano stanze in due condomini di fronte al mare, presso il porticciolo di Sausalito, mentre i maschi risiedono nel lodge degli studi. Le registrazioni vere e proprie vengono effettuate in una stanza di 6x9 metri con una macchina 3M a 24 piste, microfoni di alta qualità e una console di mixaggio API con equalizzatori 550A.
Il titolo di lavoro dell'album è Yesterday's Gone, tratto da un verso del brano Don't Stop. Christine Perfect è l'unica del gruppo ad avere una formazione di strumentista classica, ma condivide con Lindsey Buckingham la sensibilità musicale; sono loro due a fornire la struttura dei pezzi dell'album con pianoforte e chitarre. Buckingham suona accanto alla sezione ritmica (McVie e Fleetwood), mentre le tastiere di Perfect sono mantenute lontane dalle percussioni. I tecnici del suono Caillat e Dashut passano nove giorni a provare una gamma di microfoni e amplificatori per cercare il suono voluto, prima di scoprire che possono ottenere lo stesso effetto direttamente sulla console di missaggio API.
La situazione sentimentale dei membri della band, le recenti separazioni e la formazione di nuove coppie comincia a influire sulle sessioni in sala d'incisione. Dopo il lavoro, i Fleetwood Mac non si incontrano per socializzare, ma frequentano la scena hippie di Sausalito, favoriti anche dalla disponibilità del budget finanziario, al punto che il tempo libero dopo le registrazioni è caratterizzato da notti insonni e dall'uso intensivo di cocaina. Ricorda uno dei proprietari degli studi di registrazione:
(Chris Stone)

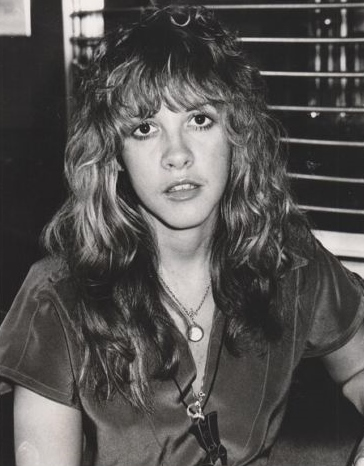
Stevie Nicks (1977)

Stevie Nicks ha ipotizzato che i Fleetwood Mac creassero la musica migliore quando erano nella loro forma peggiore, mentre secondo Lindsey Buckingham le tensioni tra i membri influenzarono le incisioni facendo in modo che «il risultato finale fosse superiore alla somma delle parti.»
Il lavoro della coppia Buckingham-Nicks è divenuto "agrodolce" dopo la loro separazione definitiva, anche se Lindsey ha ancora l’abilità di prendere i brani di Stevie e «farli diventare belli». Le armonie vocali tra i due e Christine Perfect funzionano bene, e sono catturate utilizzando i migliori microfoni disponibili. L’interazione tra i testi di Nicks e la strumentazione conferisce ai suoi pezzi un’atmosfera acustica libera e astratta. McVie tende a scontrarsi con Buckingham sulla confezione delle canzoni, ma entrambi ammettono che questo porta al raggiungimento di buoni risultati.
Dopo più di due mesi a Sausalito, Mick Fleetwood organizza un tour di dieci giorni per dare alla band una pausa e provare le reazioni dei fan. Dopo i concerti, la registrazione riprende in studi di Los Angeles, tra i quali i Wally Heider Studios. Perfect e Nicks non partecipano alla maggior parte delle sessioni e si presentano solo quando necessario per registrare le rimanenti parti vocali. Il resto dei Fleetwood Mac, con Caillat e Dashut, faticano a finalizzare la sovraincisione e il missaggio perché i nastri di Sausalito sono danneggiati da un uso ripetuto durante le registrazioni; le tracce audio della cassa e del rullante suonano "senza vita". La data prevista di uscita del disco, settembre 1976, viene posticipata. Si assume uno specialista per correggere i nastri di Sausalito utilizzando un oscillatore varia-velocità. Lavorando con un paio di cuffie, suona i nastri danneggiati nell’orecchio sinistro e il master delle registrazioni di sicurezza nel destro, per convergere le rispettive velocità. I Fleetwood Mac e i loro co-produttori vogliono un prodotto finale senza pezzi di “riempitivo”, in cui ogni brano sia un potenziale singolo.
Rumours esce il 4 febbraio 1977 negli Stati Uniti e una settimana più tardi nel Regno Unito. La copertina è una foto con Mick Fleetwood e Stevie Nicks, quest’ultima indossa il suo vestito di scena da Rhiannon (la strega gallese dell’omonima canzone sul precedente album), sul retro di copertina c’è un montaggio di ritratti della band; tutte le fotografie sono scattate da Herbert Worthington. Il 28 febbraio 1977 i Fleetwood Mac iniziano un lungo tour promozionale di sette mesi negli Stati Uniti. Secondo Nicks, dopo aver eseguito per lo più canzoni da Rumours durante i concerti, la band incontra scarso riscontro da parte dei fan che non sono abituati al nuovo materiale. Segue una breve tournée europea in Regno Unito, Paesi Bassi, Francia e Germania nel mese di aprile.

## Formazione
- Stevie Nicks – voce, tamburello

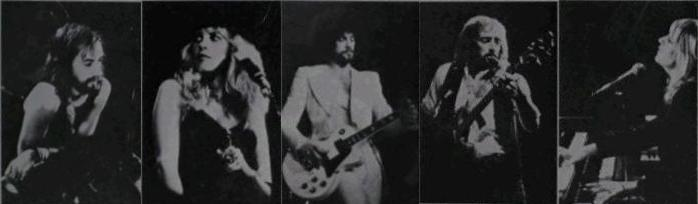
I Fleetwood Mac nel 1976-1977: Mick Fleetwood, Stevie Nicks, Lindsey Buckingham, John McVie, Christine Perfect (McVie)

- Lindsey Buckingham – chitarre, voce, dobro
- Christine McVie – tastiere, pianoforte, organo Hammond, voce
- John McVie – basso elettrico
- Mick Fleetwood – batteria, percussioni

## Tracce
Versione originale su vinile (1977)
- Lato 1:

1. Second Hand News (Lindsey Buckingham) – 2:43
2. Dreams (Stevie Nicks) – 4:14
3. Never Going Back Again (Buckingham) – 2:02
4. Don't Stop (Christine McVie) – 3:11
5. Go Your Own Way (Buckingham) – 3:38
6. Songbird (C. McVie) – 3:20

- Lato 2:

1. The Chain (Buckingham, Mick Fleetwood, C. McVie, John McVie, Nicks) – 4:28
2. You Make Loving Fun (C. McVie) – 3:31
3. I Don't Want to Know (Nicks) – 3:11
4. Oh Daddy (C. McVie) – 3:54
5. Gold Dust Woman (Nicks) – 4:51

Versione originale su musicassetta (1977)
Per parificare la durata del nastro sulle due facciate, Second Hand News e I Don't Want to Know sono scambiate di posto nell’ordine dei brani.
Edizione Deluxe (2004)
- Disco 1:

1. Second Hand News (Buckingham) – 2:43
2. Dreams (Nicks) – 4:14
3. Never Going Back Again (Buckingham) – 2:02
4. Don't Stop (C. McVie) – 3:11
5. Go Your Own Way (Buckingham) – 3:38
6. Songbird (C. McVie) – 3:20
7. Silver Springs (Nicks) – 4:33
8. The Chain (Buckingham, Fleetwood, C. McVie, J. McVie, Nicks) – 4:28
9. You Make Loving Fun (C. McVie) – 3:31
10. I Don't Want to Know (Nicks) – 3:11
11. Oh Daddy (C. McVie) – 3:54
12. Gold Dust Woman (Nicks) – 4:51

Il brano Silver Springs è il B-side del singolo Go Your Own Way. La canzone, originariamente realizzata per far parte del disco, non venne inclusa per la sua lunghezza, e le fu preferita la più breve I Don't Want to Know. La versione standard di Rumours ora include Silver Springs.
- Disco 2:

1. Second Hand News (Buckingham) – 2:47
2. Dreams (Nicks) – 4:21
3. Brushes (Never Going Back Again) (instrumental) (Buckingham) – 2:50
4. Don't Stop (C. McVie) – 3:33
5. Go Your Own Way (Buckingham) – 3:06
6. Songbird (C. McVie) – 3:11
7. Silver Springs (Nicks) – 6:07
8. You Make Loving Fun (C. McVie) – 4:56
9. Gold Dust Woman #1 (Nicks) – 5:02
10. Oh Daddy (C. McVie) – 3:58
11. Think About It (Nicks) – 2:55 (Inserita poi nel primo disco solista di Stevie Nicks Bella Donna)
12. Never Going Back Again (Buckingham) – 1:56
13. Planets of the Universe (Nicks) – 3:18 (Inserita poi nel disco solista di Stevie Nicks Trouble in Shangri-La)
14. Butter Cookie (Keep Me There) (C. McVie) – 2:11
15. Gold Dust Woman (Nicks) – 5:01
16. Doesn't Anything Last (Buckingham) – 1:10
17. Mic the Screecher (jam) (Fleetwood) – 0:59
18. For Duster (The Blues) (jam) (Buckingham, J. McVie, C. McVie, Fleetwood) – 4:26

## I brani

### Second Hand News
- (Lindsey Buckingham) 2’43"

Il brano di apertura è intitolato Strummer nella versione demo suonata solo alla chitarra; la band originariamente suonò la canzone in un ritmo di marcia, ma dopo aver ascoltato "Jive Talkin'" dei Bee Gees, Buckingham e Dashut costruirono l’accompagnamento con quattro tracce audio di chitarra elettrica e un uso delle percussioni che evocasse le sonorità del celtic rock: infatti Fleetwood usò come tamburo una sedia di pelle artificiale Naugahyde.
Il primo verso del testo, I know there's nothing to say / Someone has taken my place (so che non c’è più nulla da dire, qualcuno ha preso il mio posto), stabilisce già l’atmosfera dell’intero album: è infatti solo una delle canzoni generate dalla fine della relazione d’amore Buckingham-Nicks. Secondo l’autore, la canzone include motivi popolari scozzesi e irlandesi; Buckingham originariamente fa ascoltare il demo per la band con la sola chitarra, senza testi, per evitare una discussione con Nicks. Alle battute di chitarra solo viene sovrapposta una vocalizzazione per aumentare l’effetto ritmico; per il critico musicale Chuck Eddy si tratta del primo esempio di musicisti rock che utilizzano la voce come una linea di basso continuo. Chitarre acustiche, pianoforte martellante e voci si combinano nel mix finale in un insieme esuberante e “iper-ritmico.”

### Dreams
- (Stevie Nicks) 4’14"

Il testo racconta il sentimento della separazione da Lindsey Buckingham dopo un legame di otto anni, ma possiede anche un messaggio ottimista. Il pezzo viene scritto in un pomeriggio, come ricorda l’autrice:
(Stevie Nicks)

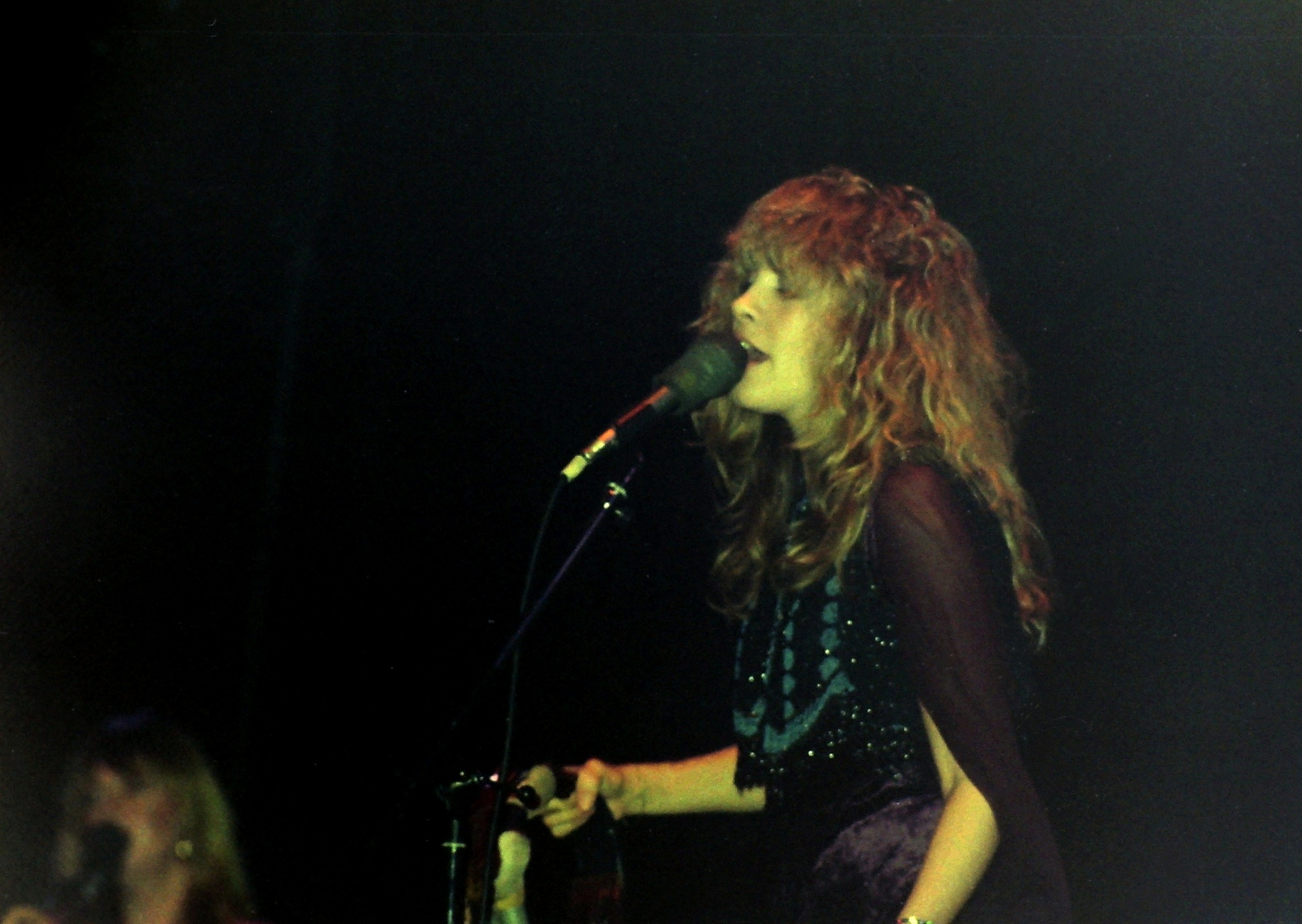
Stevie Nicks durante il tour europeo del 1977 (foto di Klaus Hiltscher)

Quando fa suonare la canzone per il resto del gruppo non solleva entusiasmo. Christine Perfect commenta che è un pezzo noioso, solo tre accordi suonati con la mano destra e un'unica nota con la sinistra. Nicks insiste perché provino a registrarla comunque.
Il giorno seguente canta il pezzo mentre la band suona intorno a lei; durante le sessioni a Sausalito si registrata solo una traccia di base, le chitarre e il basso vengono aggiunti in seguito, a Los Angeles. Perfect cambia idea sul pezzo quando Buckingham la suona tre volte in modo differente con gli stessi identici accordi, rendendo ogni volta il suono completamente diverso; l’effetto finale è quello di un “filo” che sembra attraversare tutto il brano.
Il pezzo è caratterizzato da un cluster di due note della chitarra basso, e da un effetto di “spazi eterei”. Nella riedizione per il trentacinquesimo anniversario dall’uscita di Rumours è inserita una suggestiva versione solo con chitarra elettrica e voce, denominata «Dreams (Take 2)», proveniente dal materiale registrato durante le sessioni.
Dreams, uscito nel giugno 1977, è il solo singolo del gruppo a raggiungere il numero uno della classifica Billboard Hot 100.

### Never Going Back Again
- (Lindsey Buckingham) 2’02"

Il testo, ispirato a una breve storia avuta con una donna del New England dopo la rottura con Nicks, parla dell'illusione di pensare quando si è felici che la tristezza non potrà mai tornare di nuovo. Il titolo di lavorazione del demo è Brushes, un semplice motivo alla chitarra acustica, al quale Fleetwood aggiunge il rullante suonato con le spazzole; le voci della band vengono aggiunte per creare più strati sopra questo tessuto bidimensionale, e la traccia audio delle spazzole viene infine accantonata.
Il critico musicale John Swenson fa notare che la "deliziosa" parte vocale smentisce il pessimismo del testo.
(Cath Carroll)
Il brano viene pubblicato anche come lato B del singolo Don’t Stop negli Stati Uniti, come lato B di You Make Loving Fun nel Regno Unito e infine sempre come lato B di Dreams nei Paesi Bassi.

### Don't Stop
- (Christine Perfect) 3’11"

Il brano riflette i sentimenti di Christine Perfect alla separazione dal marito John McVie dopo otto anni di matrimonio.
(Christine Perfect)
Il testo della canzone è in effetti ottimista; secondo Christine Perfect, Lindsey Buckingham l’ha aiutata con i versi perché le loro personali sensibilità sono compatibili; il brano è cantato dai due insieme. Il ritmo è ispirato da ritmi di danza terzinati; l’accompagnamento comprende sia chitarra acustica convenzionale che pianoforte preparato, con l’inserimento di chiodi posizionati nei punti in cui i martelli colpiscono le corde, producendo un suono più percussivo.
Pubblicato come singolo nel marzo 1977 nel Regno Unito e nel luglio dello stesso anno negli USA, è uno dei successi più duraturi della band, con un picco al numero 3 della classifica dei singoli di Billboard. Fu utilizzato da Bill Clinton come tema per la sua prima campagna elettorale alla presidenza degli Stati Uniti, in particolare alla convenzione nazionale democratica del 1992. Dopo aver vinto le elezioni, Clinton convinse la band a suonare insieme al suo ballo inaugurale nel 1993. Alla convenzione nazionale del 2000, Clinton concluse il suo discorso dicendo:

### Go Your Own Way
- (Lindsey Buckingham) 3’38"

Anche questo testo racconta invariabilmente la fine del rapporto con Stevie Nicks. Dopo averlo ascoltato, lei gli chiese di eliminare le parole Packing up, shacking up is all you wanna do (fare le valigie, andare a vivere con un altro è tutto ciò che vuoi fare), ma Buckingham rifiutò. In un'intervista con la rivista Rolling Stone, Nicks ha rivelato il suo pensiero sulla questione:
(Stevie Nicks)
Il brano viene composto durante una vacanza in Florida, in una casa affittata dalla banda per prepararsi al lavoro d’incisione. Mick Fleetwood ricorda il clima di tensione in cui si lavora:
(Mick Fleetwood)
L’arrangiamento si basa sulla chitarra, e il ritmo sul pattern di dance music conosciuto come “four to the floor” che Buckingham aveva apprezzato in Street Fighting Man dei Rolling Stones.
(Mick Fleetwood)
All’inizio Fleetwood non riusciva a ingranare il tempo con le percussioni:
(Ken Caillat)
Il brano viene scelto come primo singolo tratto dall’album, pubblicato nel dicembre 1976, due mesi prima del LP.

### Songbird
- (Christine McVie) 3’20"

Secondo Caillat Songbird necessita l’atmosfera di una sala da concerto, per cui viene registrata in una sessione di un’intera notte allo Zellerbach Auditorium di Berkeley, dall’altra parte della baia di San Francisco; Christine Perfect suona un piano a coda da concerto Steinway da 2,70 metri.
Il brano è pubblicato come lato B del singolo Dreams (marzo 1977 negli USA).

### The Chain
- (Lindsey Buckingham, Mick Fleetwood, John McVie, Christine McVie, Stevie Nicks) 4’28"

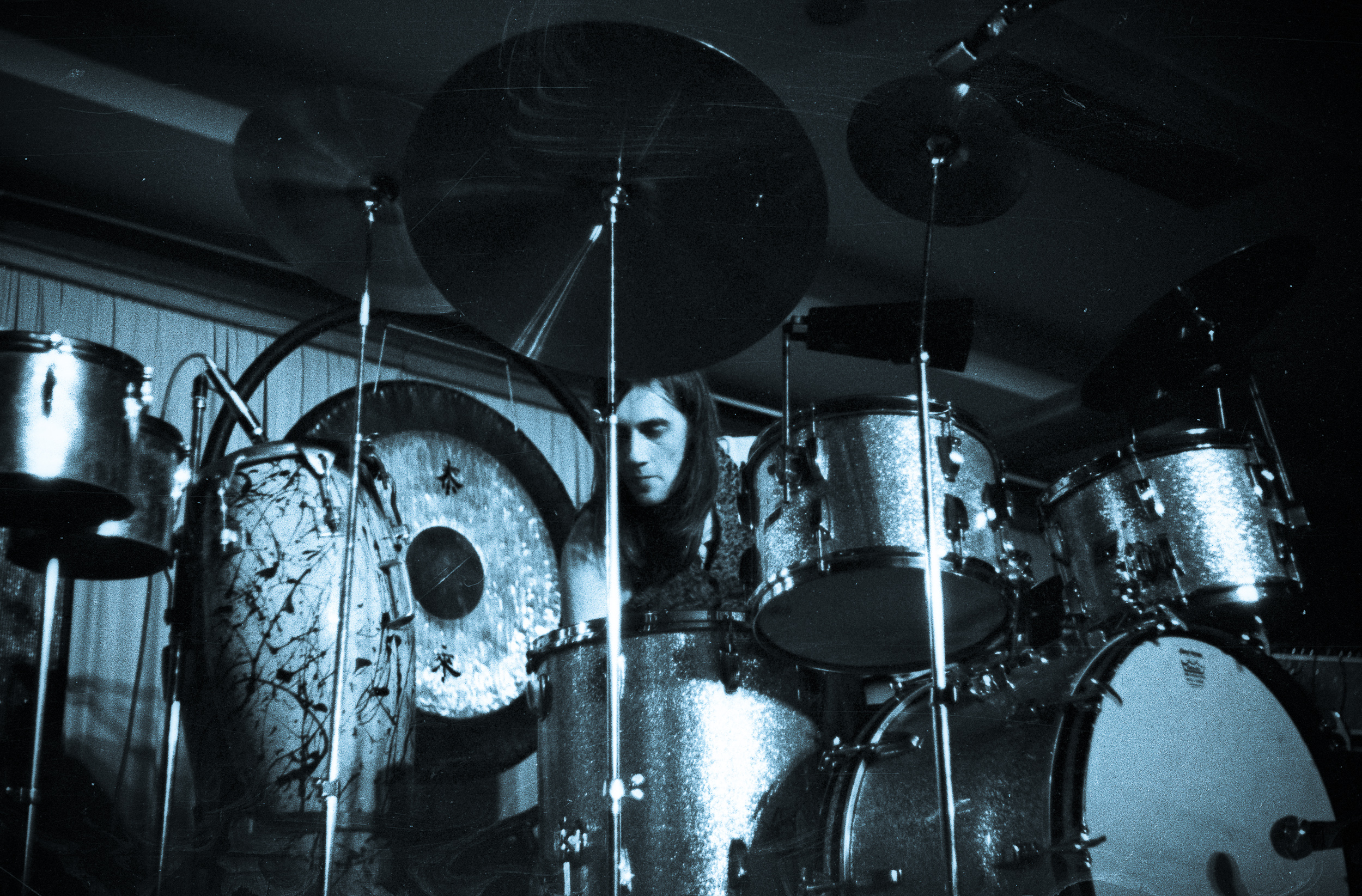
Mick Fleetwood alla batteria, 1970

The Chain è forse la composizione più complessa dell’album. Nasce dal montaggio di una canzone omonima scritta da Stevie Nicks con un pezzo di Christine Perfect intitolato Keep Me There o Butter Cookie, e l’aggiunta di brani strumentali di Lindsey Buckingham scartati durante le sessioni. Nella riscrittura del brano in studio interviene l’intera band, con un approccio simile a quello della confezione di una colonna sonora. Il motivo blues suonato al pianoforte viene rimosso, e Buckingham ricicla l'intro da una precedente canzone, Lola (My Love), pubblicata nell’album Buckingham Nicks, anteriore all’ingresso dei due musicisti statunitensi nella formazione britannica. Il significativo riff di basso fretless di John McVie comporta un’accelerazione nel tempo musicale e marca l’inizio della coda strumentale. Il prodotto finale nasce anche dall’assemblaggio di nastri effettuato meccanicamente, dopo averli tagliati con un rasoio. Poiché frutto di un lavoro di montaggio meccanico (la batteria e la chitarra sono stati gli unici strumenti registrati in contemporanea) di frammenti di autori diversi, la paternità autoriale è accreditata a tutti i membri della band.
Un frammento della parte strumentale è usato dalla BBC in Gran Bretagna come sigla per le trasmissioni di gare di Formula 1.

### You Make Loving Fun
- (Christine McVie) 3’31"

Il testo di You Make Loving Fun di Christine Perfect si riferisce all’uomo con il quale ha una relazione, Curry Grant, direttore luci dei Fleetwood Mac. Ispirata dal Rhythm and blues, è una composizione semplice suonata al clavinet, sorta di clavicordo elettrico. Buckingham suona la chitarra ritmica e un Fender Rhodes, Nicks il tamburello; McVie registra in un secondo tempo la parte del basso, insieme al clavinet.
Nel settembre 1977, You Make Loving Fun diventa il quarto singolo tratto dal long-playing.

### I Don't Want to Know
- (Stevie Nicks) 3’11"

La scrittura risale a prima dell’arrivo dell’autrice nella formazione dei Fleetwood Mac, quando ancora componeva un duo con Lindsey Buckingham. Viene incluso nell’album al posto di un altro pezzo di Nicks, Silver Springs, accantonato per ragioni di lunghezza. Il pezzo è registrato dagli altri quattro membri senza la presenza dell’autrice, cantato da Buckingham che suona anche la chitarra a 12 corde acustica nell’accompagnamento. Quando Fleetwood comunica la notizia a Nicks, chiedendole di aggiungere anche la sua voce, lei si offende ma deve accettare perché altrimenti soltanto due suoi pezzi entrerebbero nella programmazione definitiva.
Il testo offre una versione conciliante del tema dell’album, la fine di una relazione d’amore. Anche se la canzone è stata scritta molto tempo prima della rottura con Buckingham, viene inserito nella versione definitiva perché il significato delle parole si armonizza bene con "Dreams", mentre i pezzi di Buckingham, come Go Your Own Way e Second Hand News sono molto più amari. L’arrangiamento in ritmo untempo è tipo country music..
I Don't Want to Know viene pubblicato in singolo per il mercato Giapponese insieme a Oh Daddy.

### Oh Daddy
- (Christine McVie) 3’54"

L’autrice sostenne che i riferimenti del testo erano per Mick Fleetwood e sua moglie Jenny Boyd, che sembravano essersi rimessi insieme dopo un tentativo di separazione. Infatti il batterista è chiamato dagli altri membri “Big Daddy”, perché al tempo è l’unico del gruppo a avere figli. Secondo la biografa di Stevie Nicks, fu invece scritta per Curry Grant, con il quale Christine Perfect aveva una relazione malgrado fosse ancora sposata con McVie.
Il verso finale, And I can't walk away from you, baby if I tried, è suggerito da Stevie Nicks.
Ottenere il tempo giusto non risulta facile, perché tende a apparire frettolosa con un tempo più rapido e letargica con uno lento. Il lavoro di arrangiamento, abbastanza spontaneo, comprende pattern improvvisati di McVie alla chitarra basso e qualche nota casuale di Perfect alle tastiere: queste ultime non sono originariamente destinate alla canzone, perché suonate solo per ottenere l'attenzione della sala di controllo; ma agli altri piacciono talmente che non vengono rimosse dalla registrazione.

### Gold Dust Woman
- (Stevie Nicks) 4’51"

Il testo si riferisce alle difficoltà incontrate dall’autrice con lo “stile rock” nella vita a Los Angeles, che le aveva causato una dipendenza da cocaina. La musica ha una forma free jazz, nell’accompagnamento sono presenti un harpsicord, un dobro, una chitarra elettrica Fender Stratocaster e una chitarra acustica suonata utilizzando plettri a cono di metallo. La versione finale è registrata alle 4 del mattino dopo un’intera notte di prove; per cantare, Stevie Nicks avvolge il capo in una sciarpa nera in modo da isolarsi dalla sala, lasciando libera la parte inferiore del viso. Per creare effetti audio sulla voce, Mick Fleetwood frantuma lastre di vetro davanti ai microfoni:
La canzone è tra le più tipiche dello stile Stevie Nicks come autrice per i Fleetwood Mac, insieme a Rhiannon, Dreams e Gypsy. Nell’edizione Deluxe del 2004 di Rumours sono inclusi due demo, uno dei quali contiene una coda che in seguito sarebbe diventata If You Ever Did Believe registrata nel 1997 insieme a Sheryl Crow e inclusa nella colonna sonora del film Amori & incantesimi di Griffin Dunne.
Gold Dust Woman esce come lato B del singolo You Make Loving Fun negli Stati Uniti, e di Don't Stop nel Regno Unito.

## Classifiche

### Classifiche settimanali
| Classifica (1977-2022) | Posizione massima |
| ---------------------- | ----------------- |
| Australia              | 1                 |
| Austria                | 25                |
| Belgio (Fiandre)       | 11                |
| Belgio (Vallonia)      | 62                |
| Canada                 | 1                 |
| Danimarca              | 23                |
| Francia                | 13                |
| Germania               | 6                 |
| Norvegia               | 17                |
| Nuova Zelanda          | 1                 |
| Paesi Bassi            | 1                 |
| Portogallo             | 12                |
| Regno Unito            | 1                 |
| Stati Uniti            | 1                 |
| Stati Uniti (catalog)  | 1                 |
| Stati Uniti (rock)     | 1                 |
| Svezia                 | 18                |
| Svizzera               | 37                |

### Classifiche di fine anno
| Classifica (1977)  | Posizione |
| ------------------ | --------- |
| Australia          | 3         |
| Canada             | 1         |
| Nuova Zelanda      | 1         |
| Paesi Bassi        | 2         |
| Regno Unito        | 4         |
| Stati Uniti        | 1         |
| Classifica (1978)  | Posizione |
| Australia          | 7         |
| Francia            | 17        |
| Germania           | 11        |
| Nuova Zelanda      | 7         |
| Regno Unito        | 6         |
| Stati Uniti        | 3         |
| Classifica (2022)  | Posizione |
| Australia          | 20        |
| Belgio (Fiandre)   | 43        |
| Danimarca          | 90        |
| Paesi Bassi        | 14        |
| Regno Unito        | 20        |
| Stati Uniti (rock) | 1         |
| Svezia             | 73        |
| Classifica (2024)  | Posizione |
| Portogallo         | 101       |

### Classifiche di fine decennio
| Classifica (1970-79) | Posizione |
| -------------------- | --------- |
| Regno Unito          | 3         |